# بات وليامز (مخرج تلفزيوني)
بات وليامز (بالإنجليزية: Pat Williams)‏ (و. م) هو مخرج تلفزيوني، ومنتج تلفزيوني كندي.

## وصلات خارجية
- بات وليامز على موقع IMDb (الإنجليزية)
- بات وليامز على موقع قاعدة بيانات الفيلم (الإنجليزية)

- بات وليامز في قاعدة بيانات الأفلام على الإنترنت